# Lago Guillelmo
El lago Guillelmo es un lago de origen glaciar ubicado en la provincia de Río Negro, Argentina, en el departamento Bariloche.
Está ubicado íntegramente dentro del parque nacional Nahuel Huapi, y rodeado del bosque andino patagónico, si bien en parte degradado por antiguos incendios forestales. El nivel del lago está elevado artificialmente para aumentar el desnivel que lo separa del lago Mascardi, en el que desagua a través de un arroyo en el que se ha construido una represa para el aprovechamiento hidroeléctrico.
Ubicado a la vera de la ruta Nacional 40, está en las cercanías de Villa Mascardi, un poblado eminentemente turístico, no muy lejano a la ciudad de San Carlos de Bariloche, capital turística del sur argentino. Sin embargo, la degradación de sus costas limita el turismo en este lago, que es poco visitado en general, excepción hecha de los pescadores de salmónidos.
Está orientado en dirección norte-sur, lo que hace que los vientos dominantes, provenientes del oeste, no le afecten en demasía.
El lago es especialmente conocido por ser sus costas lugar de paso obligado para los turistas y residentes que se trasladan a El Bolsón, a lo largo de la ruta 40.
Su nombre rinde homenaje a Juan José Guillelmo, uno de los primeros misioneros jesuitas que misionaron entre los indígenas de la región –pehuenches y tehuelches, y probablemente también mapuches– en el siglo XVII.